# Лундквист, Курт
Курт Андерс Вальдемар Лундквист (швед. Kurt Anders Valdemar Lundquist; 27 ноября 1925, Чила, Швеция — 12 июля 2011, Симрисхамн, Швеция) — шведский легкоатлет, бронзовый призер летних Олимпийских игр в Лондоне (1948) в эстафете 4×400 м.

## Биография
Выступал за стокгольмский легкоатлетический клуб IK Mode. На олимпийских играх в Лондоне (1948) в составе национальной сборной завоевал бронзовую медаль в эстафете 4х400 (3:16.0).